# اولادزیسلاو هانچارو
اولادزیسلاو هانچارو (بلاروسی: Уладзіслаў Алегавіч Ганчароў؛ زادهٔ ۲ دسامبر ۱۹۹۵) ژیمناست ترامپولین اهل بلاروس است.